# Wandajny
Wandajny (deutsch Wendehnen) ist ein kleiner Ort in der polnischen Woiwodschaft Ermland-Masuren. Er gehört zur Gmina Korsze (Stadt- und Landgemeinde Korschen) im Powiat Kętrzyński (Kreis Rastenburg).

## Geographische Lage
Wandajny liegt in der nördlichen Mitte der Woiwodschaft Ermland-Masuren, 17 Kilometer nordwestlich der Kreisstadt Kętrzyn (deutsch Rastenburg).

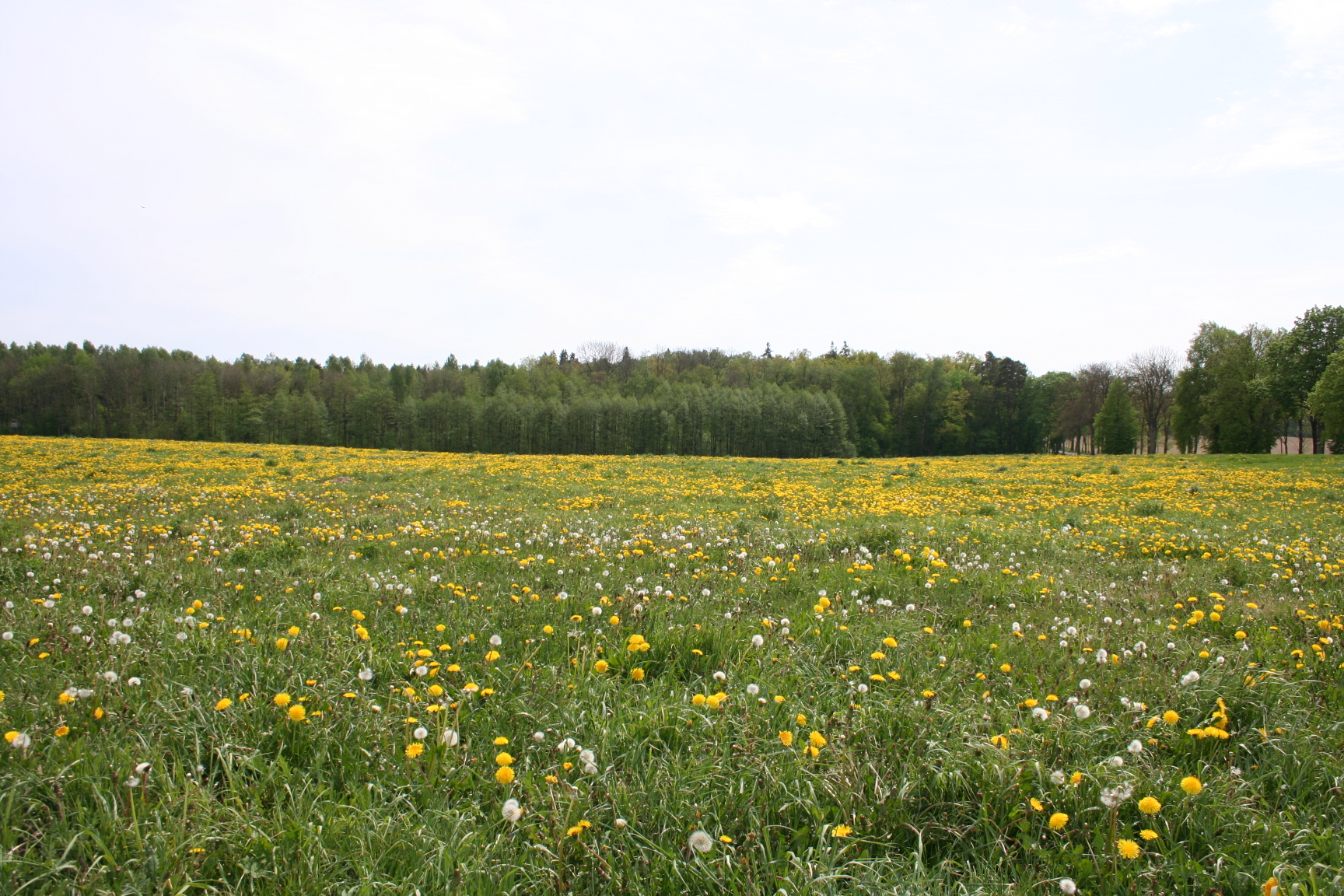
Wiese in Frühlingsblüte bei Wandajny

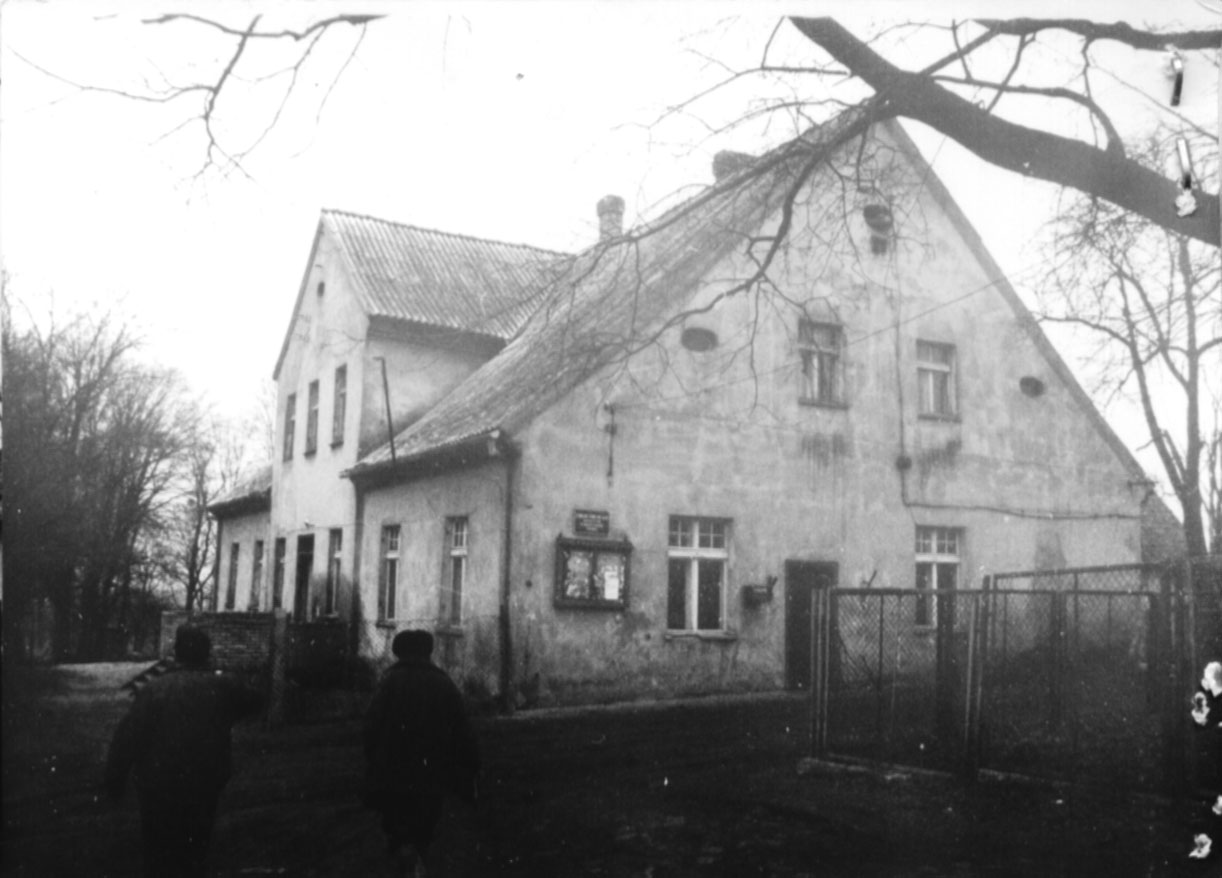
Ehemaliges Wendehner Gutsherrenhaus in Wandajny

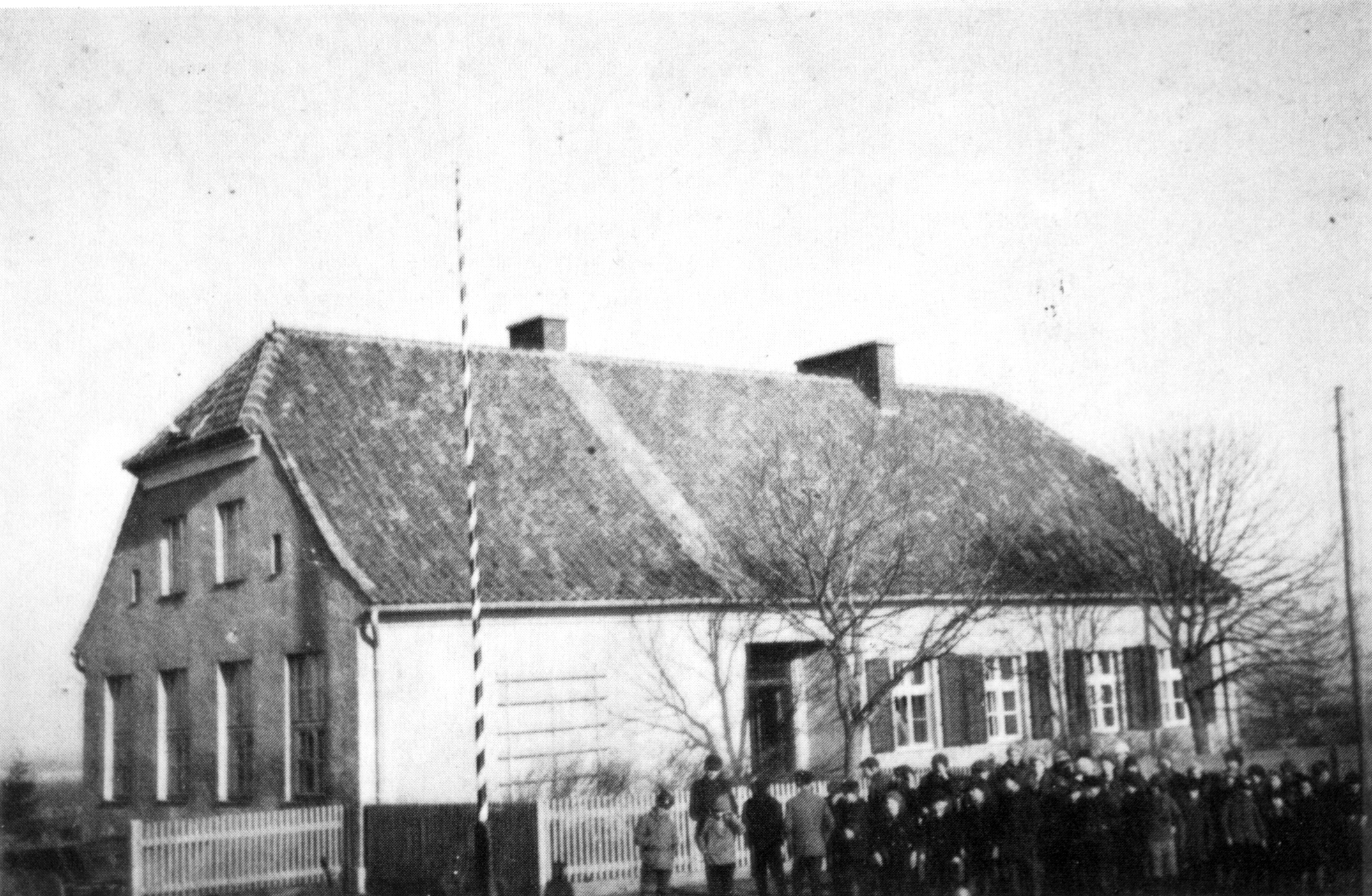
Schule Wendehnen im Jahre 1937

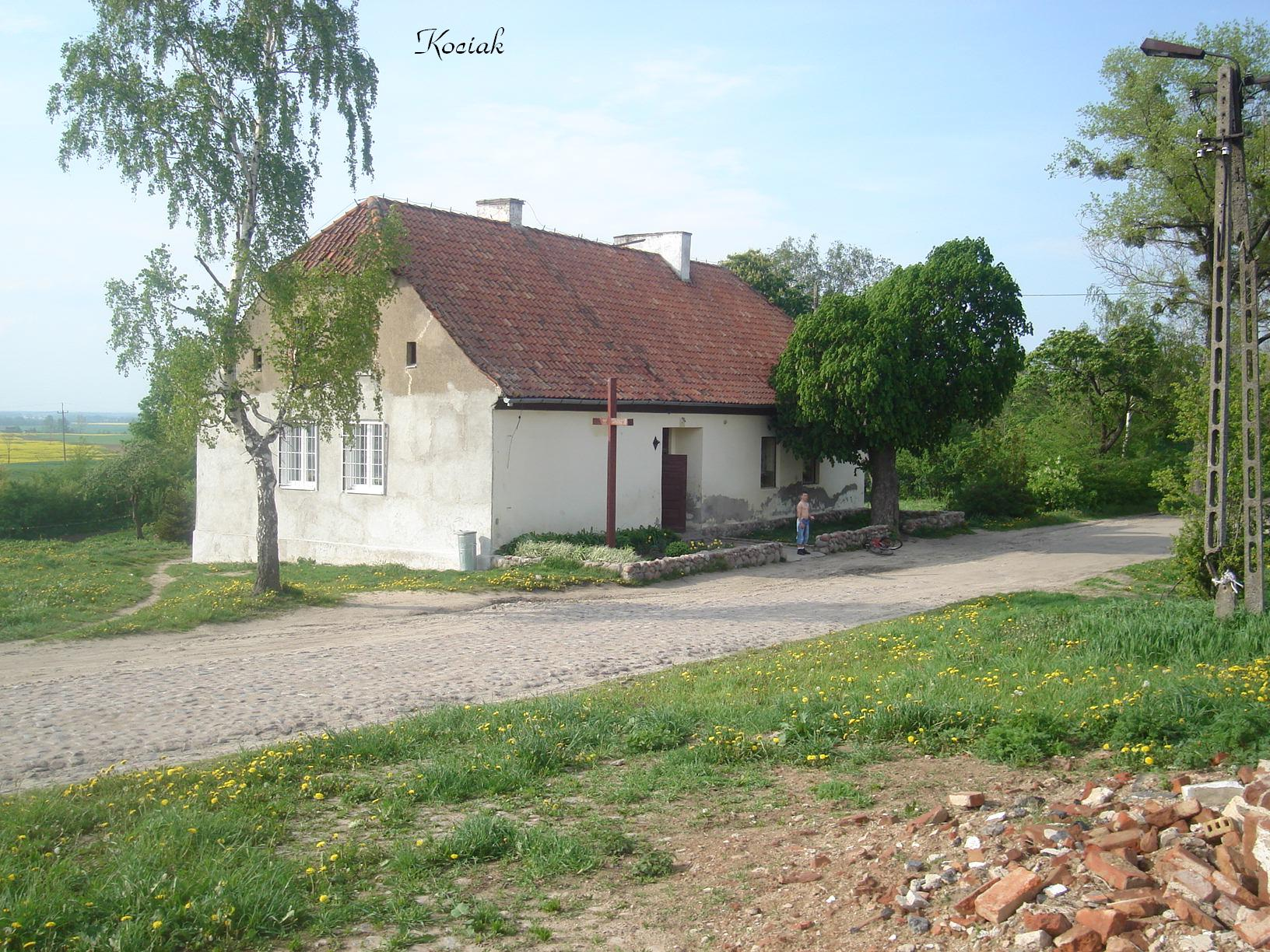
Das einstige Schulgebäude im Jahre 2008

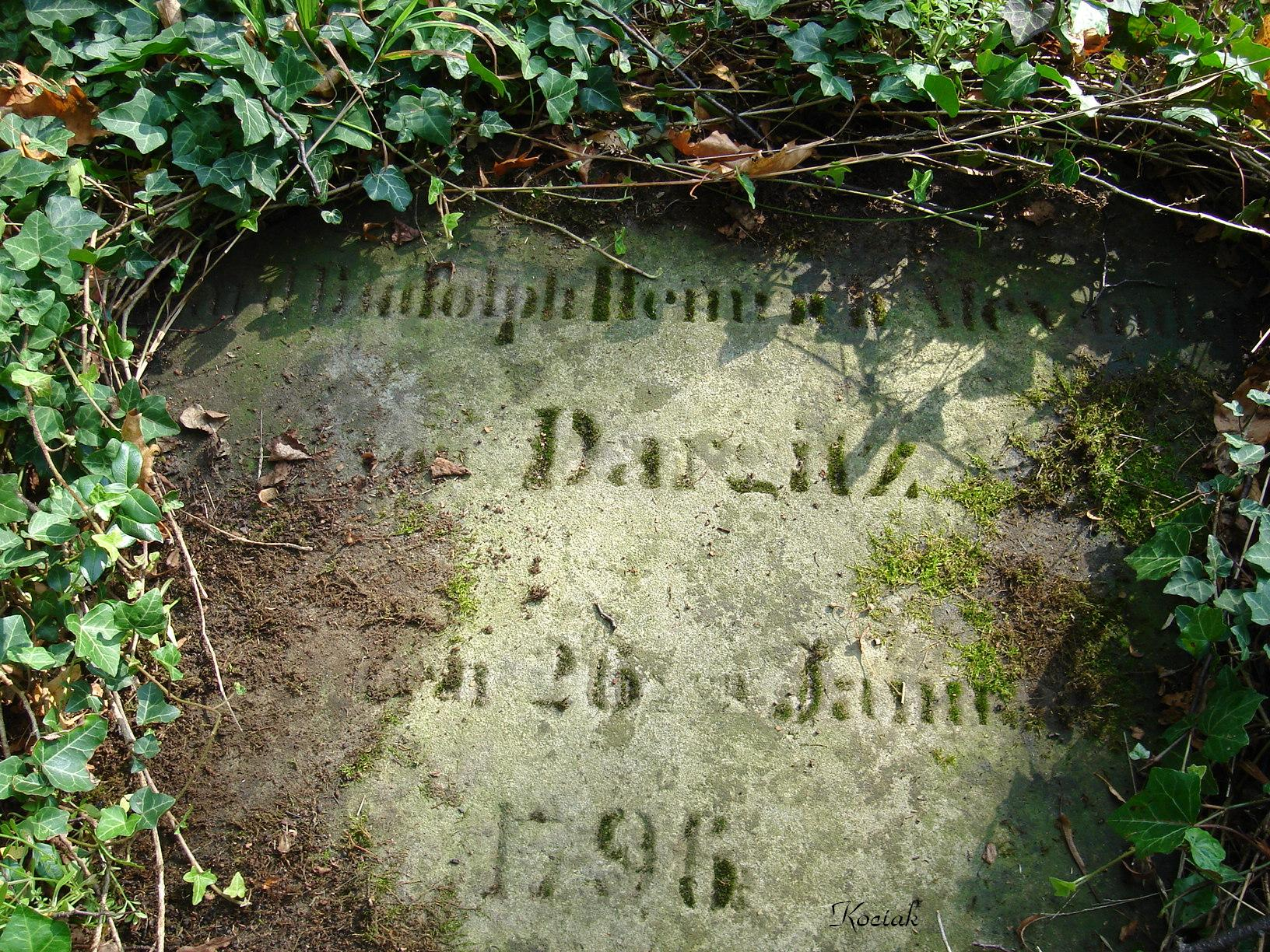
Ein alter Grabstein erinnert noch heute an die Familie von Dargitz

## Geschichte
Das Dorf Wandein wurde Mitte des 14. Jahrhunderts gegründet und bestand vor 1945 aus einem großen Gut und einem Remontedepot. Das Gut kam in der zweiten Hälfte des 17. Jahrhunderts in den Besitz der Familie von Groeben. Um 1880 wurde der Ort in den Amtsbezirk Langheim (polnisch Łankiejmy) im Kreis Rastenburg im Regierungsbezirk Königsberg in der preußischen Provinz Ostpreußen eingegliedert. Im Jahre 1820 gab es in Wendehnen 16 Häuser und 114 Einwohner. 1848 starb der letzte Pächter der Familie von Dargitz, an die noch ein alter Grabstein erinnert. Im Jahre 1910 zählte der Gutsbezirk Wendehnen 156 Einwohner.
Am 16. Februar 1914 vergrößerte sich der Gutsbezirk Wendehnen um die beiden Vorwerke Grützau (polnisch Gnojewo) und Sußnick (polnisch Suśnik), die aus dem Gutsbezirk Langheim (Łankiejmy) umgegliedert wurden. Am 30. September 1928 schlossen sich die Landgemeinde Langheim, der Gutsbezirk Langheim und die beiden Vorwerke Grützau und Sußnick im Gutsbezirk Wendehnen zur neuen Landgemeinde Langheim zusammen, und am gleichen Tage wurde aus der Landgemeinde Heinriettenhof (polnisch Wygoda) und dem Gutsbezirk Wendehnen die neue Landgemeinde Wendehnen gebildet. Das so gebildete „neue“ Wendehnen zählte 1933 insgesamt 261, 1939 noch 216 Einwohner.
In Kriegsfolge wurde 1945 das gesamte südliche Ostpreußen an Polen überstellt. Wendehnen erhielt die polnische Namensform „Wandajny“ und ist heute eine Siedlung (polnisch Osada) innerhalb der Stadt- und Landgemeinde Korsze (Korschen) im Powiat Kętrzyński (Kreis Rastenburg), bis 1998 der Woiwodschaft Olsztyn, seither der Woiwodschaft Ermland-Masuren zugehörig.

## Kirche

### Evangelisch
Bis 1945 war Wendehnen in die evangelische Kirche Langheim in der Kirchenprovinz Ostpreußen der Kirche der Altpreußischen Union eingegliedert. Heute gehören die wenigen evangelischen Einwohner Wandajnys zur Pfarrei Kętrzyn (Rastenburg) mit der Filialgemeinde in Bartoszyce (Bartenstein) innerhalb der Diözese Masuren der Evangelisch-Augsburgischen Kirche in Polen.

### Katholisch
In Wandajny errichtete im Jahre 1993 die Römisch-katholische Kirche eine Kapelle, die der Pfarrgemeinde in Łankiejmy im Erzbistum Ermland unterstellt wurde. Vor 1945 war Wendehnen der Pfarrei in Korschen im damaligen Bistum Ermland zugehörig.

## Schule
Im Jahre 1928 bestand im 236 Einwohner zählenden Wendehnen eine einklassige Volksschule.

## Verkehr
Wandajny liegt an der verkehrsreichen Woiwodschaftsstraße 590, die von Barciany (Barten) über Korsze (Korschen) und Reszel (Rößel) bis nach Biskupiec (Bischofsburg) führt. Ein Landweg aus dem Nachbarort Wygoda (Heinriettenhof) endet in Wandajny.
Eine Anbindung an den Bahnverkehr existiert nicht.